# La Combe-de-Lancey
La Combe-de-Lancey is een gemeente in het Franse departement Isère (regio Auvergne-Rhône-Alpes) en telt 611 inwoners (2004). De plaats maakt deel uit van het arrondissement Grenoble.

## Geografie
De oppervlakte van La Combe-de-Lancey bedraagt 18,8 km², de bevolkingsdichtheid is 32,5 inwoners per km².
De onderstaande kaart toont de ligging van La Combe-de-Lancey met de belangrijkste infrastructuur en aangrenzende gemeenten.

## Demografie
Onderstaande figuur toont het verloop van het inwonertal (bron: INSEE-tellingen).